# Regasilus uscovilca
Regasilus uscovilca es una especie de insecto del género Regasilus, familia Asilidae, orden Diptera.
Fue descubierta por el entomólogo peruano Pável Sánchez Flores a partir de especímenes encontrados en los departamentos de Apurímac y Cuzco, en Perú. La descripción fue publicada en la revista científica Zootaxa en 2020.